# Acropomaden
De Acropomaden (Acropomatidae) vormen een familie van baarsachtige vissen, waartoe 33 soorten worden gerekend. Ze hebben normaliter lichtgevende organen langs de onderkant van hun lichaam. Ze worden aangetroffen in alle gematigde en tropische oceanen, gewoonlijk op dieptes van enkele honderden meters.
Het zijn gewoonlijk kleine vissen, sommige tot 40, maar de meeste niet langer dan 15 centimeter. Ze hebben twee rugvinnen waarvan de eerste zeven tot tien vinstralen heeft. De aarsvin heeft twee tot drie stralen en de borstbinnen één tot vijf zachte stralen.

## Geslachten
- Acropoma Temminck & Schlegel, 1843
- Apogonops Ogilby, 1896
- Doederleinia Steindachner, 1883
- Malakichthys Döderlein, 1883
- Neoscombrops Gilchrist, 1922
- Synagrops Günther, 1887
- Verilus Poey, 1860